# Yul Brynner
Yul Brynner (nacido como Yuliy Borisovich Briner; Vladivostok, Rusia, 11 de julio de 1920-Nueva York, 10 de octubre de 1985) fue un actor ruso, reconocido por su distintiva presencia escénica y su icónica cabeza rapada. Ganador del premio Óscar al mejor actor por su interpretación del rey de Siam en El rey y yo (1956), Brynner se destacó en roles memorables como Ramsés II en Los diez mandamientos (1956), Chris Adams en Los siete magníficos (1960) y el pistolero robótico en Westworld (1973). Su carrera abarcó teatro, cine y televisión, siendo especialmente célebre por interpretar más de 4600 veces el papel protagonista en la obra musical El rey y yo en Broadway y giras internacionales. Además de su talento actoral, Brynner fue un activista contra el tabaquismo tras ser diagnosticado con cáncer de pulmón, enfermedad que finalmente causó su muerte a los 65 años, dejando un legado perdurable en la cultura popular.

## Trayectoria profesional
Yuli Borísovich Briner nació el 11 de julio de 1920 en Vladivostok, hijo del matrimonio formado por el ingeniero e inventor ruso Borís Yúliyevich Bryner (de padre suizo y ruso y madre buriata, una etnia mongol) y María Dmítrievna Blagovídova, que él describía como una «gitana pura» de Besarabia (hoy zona dividida entre Moldavia y Ucrania). Brynner disfrutaba contando a la prensa historias extravagantes de sus inicios y sus orígenes, como que era mongol y nacido como Taidje Khan en Sajalín. La biografía publicada en 1989 por su hijo Rock Brynner aclaró el tema. Su nombre lo heredó de su abuelo, Jules Bryner. Tenía una hermana mayor, Vera (1916-1967), y su madre Marusia había estudiado canto e interpretación.

## En China
En 1927, Brynner, con su madre y su hermana mayor, Vera, emigró de Vladivostok, Rusia a Harbin, China. Allí, Yul y su hermana Vera asistieron a una escuela dirigida por la YMCA.
En 1930, su padre le regaló una guitarra acústica como obsequio de cumpleaños. Esa guitarra, así como las lecciones de música que tomó, tuvieron una influencia duradera en el desarrollo artístico de Brynner. Su curiosidad natural, creatividad e imaginación se centraron en dominar la técnica de la guitarra y estudiar música clásica y contemporánea. De esta forma, comenzó a aprender de la música bajo el tutelaje de su hermana Vera, quien era una cantante de ópera de formación clásica. Luego de varios años de arduos estudios, Brynner logró convertirse en un consumado guitarrista y cantante.

### Inicios como músico y acróbata
Su padre viajaba mucho por motivos de trabajo y en 1923 se enamoró de una actriz, Katya Kornukova, en el Teatro de Arte de Moscú, abandonando al poco a su familia. La madre se instaló con sus hijos en Harbin (China), donde Yul y Vera estudiaron en un colegio administrado por la YMCA. En 1932, temiendo una guerra entre China y Japón, se instalaron en París, Francia, donde Yul asistió brevemente al exclusivo Lycée Moncelle, prefiriendo tocar a la guitarra y balalaika canciones rusas y romaníes en clubs nocturnos, a veces acompañado de su hermana; fue acróbata en un circo y aprendiz de actor en el Théâtre des Mathurins, con la supervisión de Jean Cocteau.
Comenzó así su carrera en el mundo del espectáculo en los círculos gitanos de París, en un circo de esta ciudad como acróbata hasta que a los diecisiete años tuvo una mala caída que le produjo una permanente lesión en la espalda. Fue entonces cuando empezó a trabajar en clubs nocturnos con una banda de gitanos tocando la guitarra y como cantante. 
En 1938, su madre enfermó de leucemia y Yul decidió trasladarse a Nueva York en 1940, a donde había emigrado Vera. Yul desembarcó en 1940 con su madre, sin apenas hablar inglés. Ello no le impidió trasladarse a Connecticut para estudiar interpretación con el prestigioso profesor ruso Mijaíl Chéjov. En algún momento añadió una n a su apellido para que fuera más fácil su pronunciación en EE. UU. Debutó en Broadway con un pequeño papel en diciembre de 1941. En 1942, siendo aún desconocido, fue fotografiado desnudo como modelo por George Platt Lynes. En 1965 se trasladó a Suiza por problemas fiscales en EE. UU., obteniendo la nacionalidad suiza.

### El rey y yo
Su primer paso a la fama fue con su representación teatral de The King and I (El rey y yo), obra que estrenó en 1951 y la cual representó 4626 veces durante su vida artística. Con esta obra ganó un Óscar a la mejor interpretación, luego de que fuera llevada a la pantalla grande, coprotagonizada por Deborah Kerr, en 1956.
La apariencia un tanto exótica fue lograda con su carismática cabeza rapada, entonces un estilo inusual, que no se debía a la alopecia, sino que fue un recurso de caracterización que él había elegido para El rey y yo, y que decidió mantener en casi todos sus trabajos posteriores. En la película Salomón y la reina de Saba, se dejó crecer el pelo para asemejar la apariencia al actor que sustituyó (Tyrone Power), dirigida por King Vidor y coprotagonizada por Gina Lollobrigida. Sus facciones tan peculiares, enfatizadas por la ausencia de cabello, hicieron de Yul Brynner un actor cotizado para papeles de egipcio, ruso, mongol y orientales en general.

### Otros trabajos

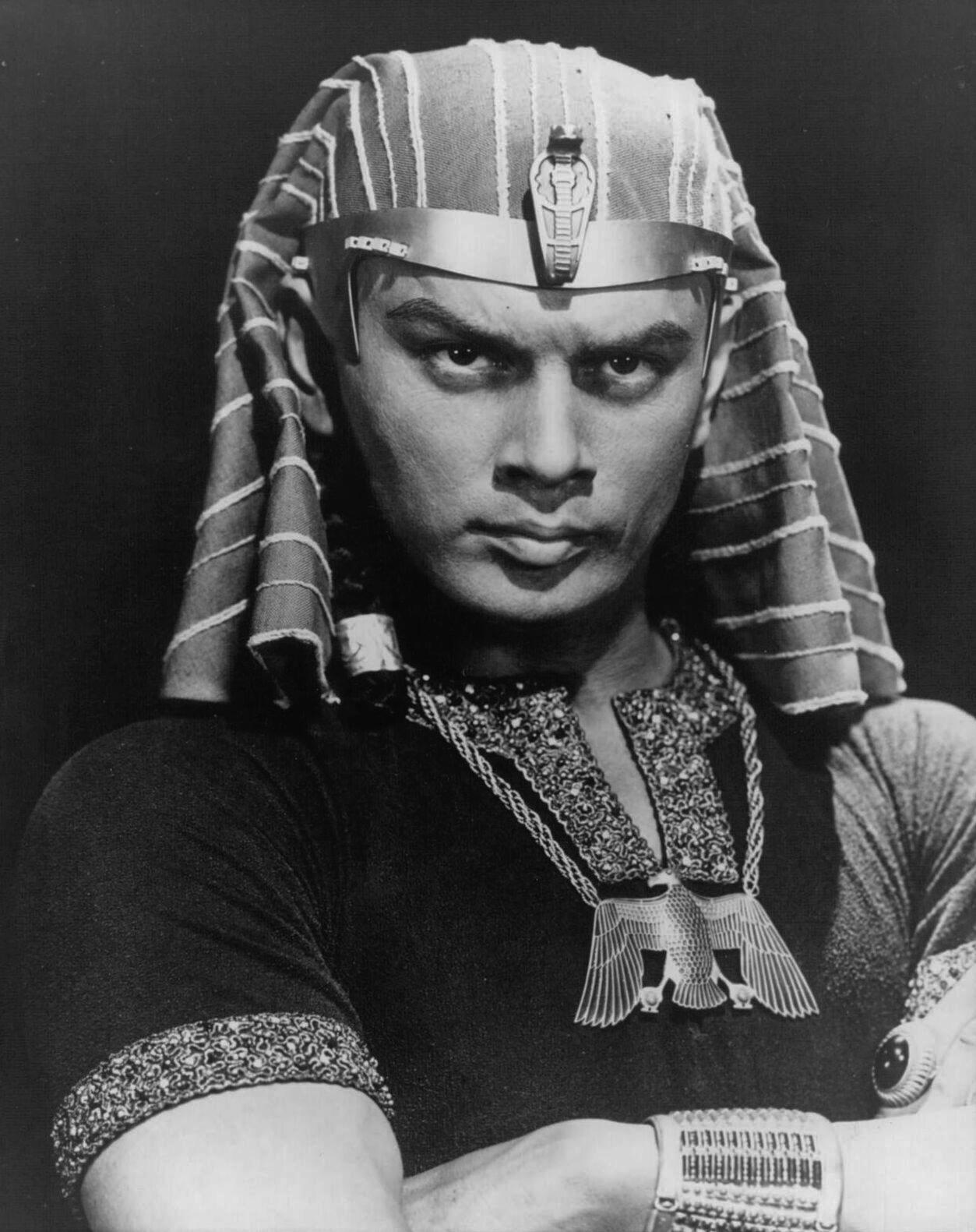
En publicidad para The Ten Commandments (1956).

Ese mismo año apareció en otras dos importantes producciones: Anastasia, junto con Ingrid Bergman (papel que le valió el Óscar a esta actriz sueca) y Los diez mandamientos, donde interpretó a Ramsés II. Posteriormente apareció en filmes considerados clásicos como Los siete magníficos, El serpiente y Westworld.

## Fotógrafo, autor y músico
Además de su trabajo como actor, Brynner fue un fotógrafo activo y escribió dos libros. Su hija Victoria compiló en otro libro sus fotografías familiares, de amigos y colegas actores, así como también aquellas que tomó mientras servía como asesor para refugiados de la ONU. El libro se titula Yul Brynner: fotógrafo (ISBN 0-8109-3144-3). Estudiante de música desde su infancia, fue también intérprete de guitarra y cantante. En los primeros días de su estancia en Europa, solía tocar y cantar canciones gitanas en clubs nocturnos de París, junto con Aliosha Dimitriévich. Cantó algunas de estas canciones en el filme Los hermanos Karamázov. En 1967, él y Dimitriévich editaron un álbum, The Gypsy and I: Yul Brynner Sings Gypsy Songs (Vanguard VSD 79265).
El 8 de abril de 1971, formó parte del primer congreso mundial del pueblo Rom, participando en la elección del himno, de la bandera y establecimiento de ese día como el día internacional del pueblo Rom.
Fue elegido presidente honorario de la Unión Romaní Internacional, cargo que mantuvo hasta su muerte.

## Matrimonios
Estuvo casado cuatro veces:
- Con la actriz Virginia Gilmore entre 1944 y 1960; tuvieron dos niños llamados Yul Brynner II (1946) y Lark Brynner (1958).
- Entre 1960 y 1967, estuvo casado con la modelo chilena Doris Kleiner; tuvieron una niña, llamada Victoria Brynner.
- Entre 1971 y 1981, se casó con una activista francesa llamada Jacqueline Thion de la Chaume; no tuvieron hijos propios.
- En 1983 se casó con la bailarina china Khaty Lee, su última esposa.

Tuvo un romance además con la actriz Marlene Dietrich, en los años cincuenta.

## Muerte
El 10 de octubre de 1985, Brynner falleció en el New York Hospital, en Estados Unidos a los 65 años de edad, a causa de cáncer de pulmón. Su cuerpo fue cremado y sus cenizas fueron enterradas en los terrenos del monasterio ortodoxo de Saint-Michel-de-Bois-Aubry, cerca de Luzé, entre Tours y Poitiers, en Francia.

## Legado
Stan Lee se inspiró en su característico físico para crear el del profesor Charles Xavier de los X-Men.

## Filmografía
- Puerto de Nueva York (Port of New York, 1949)
- El rey y yo (1956), premio de la Academia a mejor actor
- Los diez mandamientos (The Ten Commandments, 1956)
- Anastasia (1956)
- Los hermanos Karamázov, de Richard Brooks (The Brothers Karamazov, 1958)
- Los bucaneros, de Anthony Quinn (The Buccaneer, 1958)
- Rojo atardecer, de Anatole Litvak (The Journey, 1959)
- El ruido y la furia, de Martin Ritt (The Sound and the Fury) (1959)
- Salomón y la reina de Saba (Solomon and Sheba, 1959)
- Volverás a mí, de Stanley Donen (Once More, with Feeling!, 1960)
- El testamento de Orfeo, de Jean Cocteau (Le testament d'Orphée, ou ne me demandez pas pourquoi!, 1960)
- Una rubia para un gángster (Surprise Package, 1960)
- Los siete magníficos (The Magnificent Seven, 1960)
- Goodbye Again, de Anatole Litvak (Goodbye Again, 1961) (extra en la escena del club nocturno - no acreditado)
- Fuga de Zahrain (Escape from Zahrain, 1962)
- Tarás Bulba (1962)
- Los reyes del sol (Kings of the Sun, 1963)
- Patrulla de rescate (Flight from Ashiya, 1964)
- Invitación a un pistolero (Invitation to a Gunfighter, 1964)
- Morituri, de Bernhard Wicki (1965)
- La sombra de un gigante (Cast a Giant Shadow, 1966)
- Las flores del diablo (Poppies Are Also Flowers) (1966)
- El regreso de los siete magníficos (Return of the Seven, 1966)
- Triple Cross, de Terence Young (1966)
- Mi doble en los Alpes, de Franklin J. Schaffner (The Double Man, 1967)
- La leyenda de un valiente (The Long Duel, 1967)
- Villa cabalga (Villa Rides, 1968)
- La huella conduce a Londres (The File of the Golden Goose, 1969)
- La batalla del río Neretva (Bitka na Neretvi, 1969)
- La loca de Chaillot (The Madwoman of Chaillot, 1969)
- Si quieres ser millonario no malgastes el tiempo trabajando (The Magic Christian, 1969) (cameo)
- Adiós, Sabata (Indio Black, sai che ti dico: Sei un gran figlio di..., 1971)
- La luz del fin del mundo (The Light at the Edge of the World, 1971)
- Romance de un ladrón de caballos, de Abraham Polonsky (Romance of a Horsethief, 1971)
- El oro de nadie (Catlow, 1971)
- El turbulento distrito 87 (Fuzz, 1972)
- El serpiente, de Henri Verneuil (Le serpent, 1973)
- Almas de metal (Westworld, 1973)
- Nueva York, año 2012 (The Ultimate Warrior, 1975)
- Con la rabia en los ojos (Con la rabbia agli occhi, 1976)
- Mundo futuro (Futureworld) (1976) (cameo)
- Lost in the Revolution (1980) -narrador

## Teatro
- Noche de reyes
- The Moon Vine
- Lute Song
- The King and I
- Home Sweet Homer

## Premios
Premios Óscar
| Año  | Categoría   | Película    | Resultado |
| ---- | ----------- | ----------- | --------- |
| 1957 | Mejor actor | El rey y yo | Ganador   |